# Маноя
Маноя е село в Северна България. То се намира в община Дряново, област Габрово.

## География
Маноя е малко селце, разположено в полупланински район, на север от Стара планина в Северен Централен регион. Релефът на землището му е твърде разнообразен: високи хълмове, дълбоки долове, дерета, ниски възвишения, равнини.
Общата площ на землището му е 11 000 дка – ниви, ливади, овощни градини, лозя, гори, пасища и пустеещи земи.
Селото е разположено на хълмиста местност. През него, както и през землището му, не протича река, а само малки ручеи (дерета), които през лятото пресъхват (в местностите Глушка, Червената круша, Цанковото, Мочура, Кочил, Стражеря, Бащунец и др.). Най-високата точка в землището е хълм Миньов или Миньох (в > х), който се намира на около 2 км северно от селото, с надморска височина 580 м, отбелязана върху каменна пирамида, поставена от Института по геофизика.
На изток с. Маноя граничи с гр. Килифарево, на запад – със с. Косарка, на североизток – с гр. Дебелец и на юг – със селата Ялово и Руня.
С малки изключения селището е разположено по дължината на криволичещия селски път, свързващ с. Соколово с гр. Килифарево. Ако се наблюдава от близкия хълм Миньох, може да се отнесе към селищата от купов тип. Той се обуславя от вълнообразния характер на местността, върху която е разположено селото.
С. Маноя е свързано с гр. Килифарево, гр. Дебелец и с. Косарка с асфалтов път, а със селата Ялово и Руня – с черен път.

## Население
В с. Маноя живее само българско население. След Освобождението броят на домакинствата в селището е 36, през 1880 г. – 40, през 1967 г. – 90, а през 2007 г. – 30.
Преброяване на населението през 2011 г.
Численост и дял на етническите групи според преброяването на населението през 2011 г.:
|                     | Численост | Дял (в %) |
| Общо                | 44        | 100,00    |
| Българи             | 42        | 95,45     |
| Турци               | 0         | 0,00      |
| Цигани              | 0         | 0,00      |
| Други               | 0         | 0,00      |
| Не се самоопределят | 0         | 0,00      |
| Неотговорили        | 0         | 0,00      |

## Поминък
Първите жители на с. Маноя се занимавали главно със скотовъдство, за което свидетелстват названията на местностите: Дядовата Ненова кошара, Владкова кошара, Владкова поляна, Висока поляна, Кочил, Пладнището, Вървището, Дълбокото вървище, Поника, Кожушковец и др. В местността Кочил турците от съседното с. Ялово угоявали кочовете си. В местността Пладнището (в чертите на селото) имало големи брястове, под които пладнували селските стада. Последните 4 големи бряста били отсечени през 1915 г. Тук отглеждали овце, кози, волове, крави, коне, биволи, магарета, свине и др.
По-късно в с. Маноя се развиват земеделието (лозарството, овощарството, зърнопроизводството), пчеларството, бубарството и занаятчийството (строителството и каменоделието). За разцвета на земеделието свидетелстват названията на местностите: Новите лозя, Любовите сливи, Дядовите Ненови круши, Червената круша, Червеният присад, Малакова ниви, Овесян дол, Орехите, Хармана, Хармането, Клисавицата и др. Тук се отглеждат пшеница, царевица, ечемик, овес, ръж, слънчоглед, тютюн, малини, сини сливи, грозде.
Земеделските култури давали богата реколта и хората изкарвали много пари. Затова една от най-плодородните местности била наречена Парича. В местността Пъдарницата имало турски наблюдателен пост за охрана на околните лозя и бостани. Там била построена колиба за турския пандурин (пъдаря, т.е. пазача). Най-богата реколта давала местността Берекетя (турската дума берекет означава плодородие).
С. Маноя се славело с хубавите си лозя особено в местността Парича и по производство на вино заемало второ място в района след Лясковец. Тук идвали търговци на вино чак от Калофер. Грозде от сорта Карловски мискет е пренесено от местността Парича от бай Георги от гр. Лясковец.
Природните условия благоприятстват отглеждането на селскостопански животни – овце, кози, крави, биволи, свине и др.
Каменните кариери в местностите Мочура и Улея, където добивали материал за павиране на улици, отдавна са изоставени. В местността Плочите имало кариера за вадене на каменни плочи, използвани за покриване на къщите и дворовете. В местността Гниляната дупка, разположена на склона на хълм Миньох, копаели бяла глина за измазване на стените на къщите.
Днес населението се занимава главно със земеделие и скотовъдство. Мекият климат, природните красоти, чистият въздух, тишината, асфалтираните пътища и близостта на градовете Дряново (13 км) и Велико Търново (15 км) предлагат изключително благоприятни условия за развитие на селския туризъм.

## История
В началото на XVII в. дядо Маной от с. Ловнидол, Севлиевско, отивал по стария турски път в Горна Оряховица да продава волове, но ги изгубил в горите. Цял ден старецът обхождал местността с надежда да намери своите волове. Едва привечер ги забелязал при едно изворче (днес Геньов геран). Мястото му харесало и той решил да се засели тук заедно с тримата си сина и техните семейства. Изсекли дърветата и построили първата къща недалеч от извора, там, където сега се издига домът на семейство Ченгови.
Най-старите родове в селото са: Ченгови (родът на дядо Маной), Тарлеви, Пишманови, Кисьови.
Още от възникването му селцето се нарича Маноя, по името на неговия основател – дядо Маной, а според някои жители – дядо Манол.
От историята на с. Дебелец (сега гр. Дебелец) става известно, че след Търновското въстание против османското робство през 1649 г. (според турското летоброене 1068 г.) с. Стражата (днес гр. Дебелец) заедно с околните селища било поделено на 7 бея. На Шемшовския бей се паднали земите с граници: Пробит камък, Тръстиково блато, Плочите, Попското дере (край Соколовската воденица), хълм Миньох, с. Маноя, Кулата, Градището и Стражерският кладенец, където се сключвал чифликът му. Този документ Егере – 1068 г. се съхранявал в царския архив. Може би това е първият писмен паметник, в който се споменава името на с. Маноя.
Село Маноя през епохата на османското владичество
Сведенията за историята на селото през епохата на османското владичество са твърде оскъдни. То възниква през XVII в. и преди Освобождението наброява около 30 къщи.
В източния край на селото в местността Саденките през османското владичество имало хан, в който отсядали балканджиите. На религиозни празници селяните се събирали на голямата поляна пред хана, за да се повеселят, да поиграят хоро.
Населението на с. Маноя било българско. Тук нямало турци, вероятно, защото през селото и землището му не протича река. В с. Маноя рядко се отбивали турци, които ловували в близките гори. Старо родово предание на фамилия Пишманови разказва, как веднъж в селото дошли турци ловци и останали да пренощуват там. Те отишли в къщата на кмета и поискали да им сготвят кокошка и да им направят две баници – една за тях и една за кучето им. Докато турците и кучето си похапвали, стопанката на къщата трябвало да разхожда цървулите им и да им пее песни.
Понякога между българи и турци възниквали конфликти за земя и добитък.
Според старо предание в местността Балтинец се водили ожесточени боеве с брадви балтийки между българи и турци. 27 българи убили 36 турци от с. Ялово. Друг информатор свързва названието на местността с брадва балтийка, изгубена от един от първите заселници на с. Маноя.
През 1834 г. българи нападнали турския добитък в местността Кочил и отвлекли стадо овце.
В с. Маноя не веднъж намирал убежище Филип Тотю, подгонен от турците. Той бил родом от с. Гърците, разположено недалеч от съседното с. Ялово, но имал сестра, омъжена в с. Маноя, където намирал убежище в дома на Тодор Малака. Филип Тотю се криел от турците на хълм Миньох, чийто южен склон е обрасъл с гъсти гори. Местни жители разказвали, как веднъж турците тръгнали по следите на Филип Тотю и в местността Долчината в района на хълм Миньох срещнали дядо Илия и поп Никола. Турците ги хванали и ги измъчвали надолу с главите, за да кажат, къде се крие Филип Тотю, но те не го издали.
Антифашистка борба
Подробни сведения за участието на манойовчани в антифашистката борба се откриват в историята на гр. Килифарево.
През 1923 г. се забелязва силно влияние на земеделците в селата на Дряновска околия – Плаково, Ялово, Маноя и др.
На 10.06.1923 г. на митинг в гр. Килифарево (тогава с. Килифарево) е обявено началото на антифашистко въстание, което обхваща околните села: Плаково, Мариино, Въглевци, Вонеща вода, Радковци, Ялово и Маноя. Изпратената в с. Маноя за набиране на оръжие бойна група от въстаниците Киро Длъндаров, Косьо Терзиев, Къню Карамалаков, Димитър Лефтеров и др. донесла 12 пушки.
На 12. 06. 1923 г. в боевете край гара Соколово (на около 3 км западно от с. Маноя) участва и маноевската бойна група. В селата Косарка и Маноя посрещат отстъпващите въстаници с хляб, сирене и вода. След потушаването на въстанието са инквизирани Георги Дечев Георгиев, Иван Пенчев Пишманов, Цоньо Косев и др. жители на с. Маноя.
След разгрома на второто Килифаревско въстание, избухнало на 23.09. 1923 г., в което с. Маноя не взема участие, войскови части обстрелват с картечници хълм Миньох, разположен в неговото землище. По-късно то се превръща в убежище за нелегални от Килифаревската бойна група. Георги Попов, Георги Шейтанов, Стоян Златарев, Никола Пенски и др. се укриват в домовете на Димитър Цанев Митев, Атанас Иванов, Йона Русинова Стоева.
Културно-просветно и стопанско-икономическо развитие
Църковно дело
През 1871 г. по инициатива на дядо Русин Барзев в с. Маноя била построена църква със собствени сили и средства под ръководството на майстор Братила от гр. Трявна след издаване на заповед на султана за разрешаване на строителството и. Дотогава манойовчани ходели на църква в съседното с. Косарка. И днес църквата се издига в центъра на селото като паметник на архитектурата.
Черквата е посветена на Въведение Богородично, чийто празник се отбелязва на 21 ноември.
Училищно дело
Първото училище в с. Маноя било открито около 1867 г. В него даскал Христо Попниколов обучавал децата на български език. Известни са имената на учителите: Пенчо Минчев, Манол Петров Кисьов, Иван Унгаров, Марийка Христова Петрова и др.
Читалищно дело
През 1905 г. по инициатива на местния даскал Манол Петров в с. Маноя е основано читалище „Просвета“. Неговите първи членове са: Димитър Цанев Митев, Митьо Цонев Карастоянов, Рашко Митев Ангелов, Тотю Петров Дунчев, Иван Дончев Ченгов и др. Младежите изнасяли театрални представления и сказки от здравен и политически характер. При читалището през 1920 г. било организирано дружество за трезвеност, ръководено от учителката Марийка Христова Петрова.
Кооперативно дело
През 1929 г. се основава кредитна кооперация с участието на населението от селата Маноя и Косарка, ръководена от Петър Димов, Стайко Маринов и Пенчо Цонев.
Село Маноя в епохата на социализма
През 1947 г. със собствени сили и средства в с. Маноя е построена читалищна сграда с библиотека, която разполага с 400 тома книги.
През 1947 г. група младежи и девойки от селото участват в бригадирското движение като строители на Хаинбоазкия проход.
На 23.09.1950 г. е създадено ТКЗС „23 септември“. За негов председател е избран Тодор Тодоров Драганов, а за счетоводител Стефан Маноев.
През 1948 г. селото е електрифицирано, през 1957 г. –радиофицирано, а през 1961 г. – водоснабдено.
През 1961 г. с. Маноя е включено в новообразуваното обединено ДЗС с. Соколово, окръг Габровски.
Движение на населението
През 1873 г. поради слаб поминък се изселили в с. Баниска, Русенско около 30 домакинства от родовете Пишманови, Генови и Бейски.
По време на чумната и холерната епидемии селяните временно се преселили заедно със своите стада в местностите: Кулата, Миньох, Улея, Градището.
За движението на населението след Освобождението свидетелстват данните от преброяването:
            1926 г. 340 жители
                  1934 г. 410 жители
                  1946 г. 384 жители
                  1956 г. 299 жители
                  1967 г. 255 жители
                  2007 г. 30 жители
                  2015 г. 41 жители
Икономическата криза през 30-те години на миналия век принудила част от мъжкото население да потърси работа в чужбина (Турция, Иран, Америка и др.).
Главна причината за намаляване на населението на с. Маноя са масовите преселвания на младежи през 60-те години на XX в. в по-големите промишлени центрове: Дряново, Велико Търново, Габрово, Горна Оряховица, Трявна, София и др.
Съвременно състояние на селото
През последните години с. Маноя, както и другите малки селища в страната, върви към икономически упадък, а населението му непрекъснато намалява. През 2007 г. жителите му наброяват едва 30 души.
Нова тенденция в развитието на селото днес е постепенното му превръщане във вилна зона за потомците на манойовчани не само в близките градове (Дряново, Велико Търново, Габрово, Горна Оряховица и др.), но и в столицата. С. Маноя привлича градските жители с мекия си климат, чистия въздух, тишината, красивата природа. Неслучайно писателят Кънчо Атанасов се засели тук, може би, заради прекрасните условия за творческа работа.
И малкото, но с будно население, селце Маноя дава своя скромен принос в интелектуалното развитие на страната ни. Сред родените тук манойовчани и техните потомци има лекари, инженери, агрономи, адвокати, учители, висши офицери, научни работници, компютърни специалисти и други интелектуалци. В с. Маноя е роден генерал-лейтенант Митьо Кисьов. Маноя е основано преди около 400 години. Още от възникването му селцето се нарича Маноя, по името на неговия основател – дядо Маной, а според някои жители – дядо Манол.
Сведенията за историята на селото през епохата на османското владичество са твърде оскъдни. То възниква през XVII в. и преди Освобождението наброява около 30 къщи.
През 1948 г. селото е електрифицирано, през 1957 г. – радиофицирано, а през 1961 г. – водоснабдено. През 1961 г. с. Маноя е включено в новообразуваното обединено ДЗС с. Соколово, окръг Габровски.

## Културно-исторически забележителности
Градището
На около 1,5 км североизточно от с. Маноя се издига голям трапецовиден хълм, обрасъл с гора, храсти и трева, който се нарича Градището. На неговото било са запазени каменни основи на древно селище, вероятно римска крепост, а по-късно българска. Тук са намерени гривни, пръстени, мъниста, медни съдове, медни и сребърни монети, които местното население нарича костадинки. Това е народно название на византийски и български монети от XII – XIV в. с корубеста (паничковидна) форма, сечени от злато, електрон (бяло злато – смес от злато и сребро), сребро и билон (сребърна сплав с голямо количество мед). Върху някои от намерените монети от едната страна е изобразена човешка глава, а върху обратната страна – императорът Константин Велики на трон, което сочат инициалите му. В подножието на хълма е открит геран ‘кладенец’, затрупан с камъни, и гробища. Хората били погребани с главите на запад, обърнати с лице към земята.
В подножието на хълма Градището имало голям камък, който закривал пещера, т.е. таен вход, който водел към върха.
Покрай Градището минавал старият римски път, по-късно превърнат в турски калдъръм, свързващ Горна Оряховица с Дряново и Трявна. Все още се откриват остатъци от стария път, пресичащ хълм Миньох, а в местността Чучура частично е запазен турският калдъръм.
На Градището не са правени археологически проучвания. За древния град съществуват само легенди. Старо предание разказва, че тук се намирал градът на двама братя гърци. През 624 г. по неизвестни причини избухнал пожар, който разрушил града. Двамата братя се разделили – единият отишъл в с. Паскалевец, а другият, на име Албанасий, основал с. Арбанаси.
През османското владичество на хълма имало 70 души българи, които пасели стада от кози и магарета.
Изкачването на Градището през летния сезон е опасно, защото там обитават отровни змии пепелянки.
Кулата
На запад от Градището в местността Миньох се намира малък купенообразен хълм Кулата. Старо предание разказва, че тук се издигала кула, която служела за наблюдателница на римляните. Намерени са остатъци от тухли и други керамични материали и две златни монети.
Според една легенда, тук била заровена млада девойка, окичена със златни украшения, и златен стан, на който тя тъчела. По старо предание, Градището и Кулата били свързани с въздушен мост.
Друга легенда разказва, че тук била построена вила на цар Константин и царица Елена. За доказателство местните жители показват намерените сребърни монети с изображение на Константин Велики на трон, които те наричат костадинки. Старо предание обяснява, че хълмът е издигнат от местното население, което пренасяло пръстта с тагарчета ‘съд във вид на голямо кръгло сито’.
Според друга легенда, от западната страна на хълма имало вход на пещера, в която било скрито голямо количество злато. Турците копали там, докато открили входа на пещерата, влезли в нея и намерили златото. Неочаквано вратата се отворила, турците се изплашили, оставили златото и избягали. Започнала буря, която затворила вратата и затрупала входа на пещерата.
Някои от местните жители считат, че хълмът Кулата и големите каменни блокове на върха му не са плод на непосилен човешки труд, а са дело на природата.
Ако в тихо време човек долепи ухо до земята на самия връх, ще чуе слаб тътнеж: бум-бум. Предполага се, че шумът е предизвикан от подземни води. В подножието на хълма в местността Цанковото се намира минерален извор.
Недалеч от Градището, на границата със землището на гр. Дебелец, се намира местността Стражеря, където турците задължавали местното население да поставя стража, която охранявала стария турски път, свързващ гр. Горна Оряховица с гр. Дряново и гр. Трявна.
По стари предания, в горите около Кулата и Градището бродели хайдути, които нападали хазната, когато минавала по турския калдъръм. Названията на местностите Сивековото и Бойча са съхранили спомени за хайдушките войводи Сивил и Бойчо. Сивил войвода бил много силен и смел човек, родом от съседното с. Косарка. Сестра му Радка пасяла овцете и с песни му съобщавала за движението на турските хазни по горския път. Според преданието, когато турците отишли в дома на Сивил да го арестуват, сестра му перяла на двора. Той и хвърлил елечето си, а то останало изправено, защото отвътре било обшито с жълтици, отнети от турските хазни.
В историята на гр. Дебелец е записана друга легенда за местността Бойча, която граници със землището му. Двама противници се спуснали от хълмовете Кулата и Градището и започнали ръкопашен бой, в който загинали много хора. В памет на това събитие местността била наречена Бойча.
Църквата
В центъра на с. Маноя се намира забележителен паметник на архитектурата – селската църква, построена през 1871 г. от майстор Братила от гр. Трявна. В нея се пази турски документ, с който султанът разрешава изграждането и. По църковните книги няма стари приписки и летописи.
Други исторически и археологически забележителности
На около 1,5 км на изток от селото се намира местността Новите лозя, в която са намерени остатъци от глинени съдове и пещи. Вероятно тук се намирала римска грънчарска работилница.
В местността Парича (на около 700 м на изток от с. Маноя) също са намерени остатъци от глинени съдове и тухли.
В местността Чучура (на около 1,6 км северозападно от селото), по южния склон на хълм Миньох, в местността Прясълпа (от пряслоп – старобългарското название на седловина), която е разположена между хълм Миньох и хълм Пчелина (в землището на съседното с. Косарка), са запазени остатъци от турски калдъръм. Този път свързвал гр. Дебелец с градовете Дряново и Трявна.
На около 5 км на север от с. Маноя в местността Нанковец са се запазили обгорени основи на сгради. Тук вероятно е имало селище, свързано с охраната на стария турски път.

## Природни забележителности
Минерален извор
На 3,5 км североизточно от с. Маноя, недалеч от хотелски комплекс „Бряста“, разположен в землището на гр. Дебелец, се намира минерален извор, каптиран през 1928 г. по инициатива на ученици от гр. Дебелец. През 1930 г. е направен анализ на водата. Тя съдържа 18 минерали, притежава ценни лечебни свойства, лекува стомашни, бъбречни и жлъчни заболявания. Дебитът на минералната вода е 3,6 кг за 6 минути. През 60-те години на миналия век до минералния извор беше построен малък заслон с пещ за ловците и туристите и колиба за пазача, който да охранява чешмата през летния сезон. До извора може да се стигне по черен горски път, отклонение от пътя Дебелец–Дряново, или по трудно проходими пътеки от с. Маноя отдавна обрасли с храсти, тъй като почти не се използват.

## Личности
- Митьо Кисьов (1926 – 2011), български офицер, генерал лейтенант